# Càritas Catalunya
Càritas Catalunya és una entitat constituïda el 1992 per totes les Càritas Diocesanes de les Diòcesis que tenen seu a Catalunya. El 2014 l'entitat va atendre més de 500.000 persones. El 2017 en va atendre 321.287 i el 2016 en van ser 360.604.

## Càritas Diocesana de Barcelona
Càritas Diocesana de Barcelona es va crear el 1944 amb el nom de Secretariat General Diocesà de Beneficència Cristiana. El Secretariat Diocesà pretenia unificar les obres benèfiques de l'Església Catòlica per ajudar la població a cobrir les seves necessitats bàsiques per tal de pal·liar els efectes de la Segona Guerra Mundial i la Guerra Civil Espanyola. L'any 1956, van seguir la tasca ja com a Càritas.
L'entitat tingué una rellevància destacada en la coordinació de les ajudes per als damnificats després de les inundacions del Vallès i del Besòs, a principis dels anys seixanta. Aquella mateixa dècada, van emergir els moviments veïnals i associatius. També aparegueren els centres socials, als quals Càritas dona cobertura jurídica. El 1975, Càritas en tenia 24 de censats.
També a finals del setanta cal destacar l'obertura del dispensari Santa Rosa de Santa Coloma de Gramenet per acompanyar a les persones amb problemes d'addicció a l'alcohol. També es van obrir nous equipaments i es van augmentar els punts d'acollida per atendre les persones necessitades, molt sovint des de les parròquies, en un moment en què no existia l'Estat del Benestar. Els anys setanta també van ser els de la defensa del dret de les persones a un habitatge digne, en resposta a la precarietat dels barris de barraques. Els noranta, aquesta mateixa realitat es va posar en primer pla, i l'encariment dels pisos va portar l'entitat a impulsar l'entitat Foment de l'Habitatge Social (FFHS).
Als anys 80 l'entitat treballà molt per millorar la situació de la infància. Es van obrir llars infantils, casals d'infants, centres de dia d'acció educativa i materns infantils. Als noranta, la crisi ens va empènyer a treballar per a l'ocupació, i per aquest motiu el 1994 es promou la Fundació Formació i Treball (FIT) per crear empreses de reinserció per a aquelles i aquells amb poca formació.
A principis del XXI l'entitat treballà conjuntament amb les administracions públiques, participant en la redacció de la Llei de serveis socials o el Pacte per la Immigració, reforçant els estudis sobre l'estat de la situació i impulsant la sensibilització i denúncia. Engegà el Servei de Mediació en Habitatge (SMH), el 2011, per ajudar a pagar la hipoteca i el lloguer, els centres “Paidós” de prevenció de la pobresa infantil, el 2012, i el projecte Feina amb Cor, el 2013, per ajudar a les persones amb atur de llarga durada. El 2013 l'entitat va atendre 64.000 persones, permeté dormir sota un sostre a 4.200 persones i donà foració a 8.000 persones.
Jordi Roglà de Leuw dirigí l'entitat des del 2004 fins al juny del 2014, quan deixà el càrrec. Sota la seva direcció se separaren les Càritas Diocesanes de Barcelona, Sant Feliu de Llobregat i Terrassa, amb una estructura diocesana diferenciada. Segons el seu últim balanç, corresponent a l'any 2013, Càritas atengué 276.595 persones, el doble que el 2007. En el balanç dels deu anys al càrrec va destacar que l'entitat hagués evitat 600 desnonaments i arribat a la xifra de 398 habitatges socials. Salvador Bacardit assumí la direcció de forma interina esperant el nomenament d'un nou director. El juliol de 2014 Salvador Busquets i Vila fou nomenat director de Càritas Diocesana de Barcelona per l'arquebisbe Lluís Martínez Sistach.
El 1990 va rebre la Creu de Sant Jordi de la Generalitat de Catalunya i el 2012 la Medalla d'Honor del Parlament de Catalunya, un guardó que compartí amb Òmnium Cultural.

## Càritas Diocesana de Vic
La Càritas Diocesana de Vic inclou totes les Càritas arxiprestals de Vic, entre les quals destaca la Càritas Arxiprestal de Vic, un òrgan de l'església catòlica que treballa per disminuir la pobresa i l'exclusió social a la ciutat de Vic. La Càritas Arxiprestal de Vic és una entitat sense ànim de lucre amb seu al Carrer Bisbe Torres i Bages, 4 de Vic. Caritas Arxiprestal de Vic es crea l'any 1952 amb el nom de “Secretariado de Caridad de Acción Catolica” oferint serveis assistencials destinats a la recollida de roba i acollir persones sense sostre. L'any 1984 passen a anomenar-se “Càritas Interparroquial de Vic” i la seva acció es manté assistencial, però reforçant els serveis que ja prestava amb recollida i repartiment d'aliments. L'any 2001 ja rep la consideració de “Càritas Arxiprestal de Vic” i comença l'etapa de formalització on orienta la seva intervenció cap a un acompanyament que empoderi als usuaris d'autonomia. L'acció educativa està contextualitzada i consensuada amb altres agents dels territori i depèn de les persones que conformen l'entitat (la junta, personal tècnic, equip de persones voluntàries i els/les usuaris). L'entitat està oberta a que totes les persones que necessitin algun dels seus projectes. Actualment porten a terme 14 projectes organitzats en 4 àmbits d'actuació: Atenció directe (acollida i atenció social), inserció sociolaboral, inclusió social i habitatge.

## Altres membres
- Càritas Diocesana de Girona
- Càritas Diocesana de Tarragona
- Càritas Diocesana de Lleida
- Càritas Diocesana d'Urgell
- Càritas Diocesana de Solsona
- Càritas Diocesana de Tortosa
- Càritas Diocesana de Sant Feliu de Llobregat
- Càritas Diocesana de Terrassa
- Taula d'entitats del Tercer Sector Social de Catalunya